# Megaerops albicollis
Megaerops albicollis är en fladdermus i familjen flyghundar som förekommer i Sydostasien. Populationen listades en längre tid som underart till Megaerops wetmorei och sedan 2010-talet godkänns den som art. Exemplar som hittades i Brunei saknar svans och de utgör kanske ytterligare en art som saknar vetenskaplig beskrivning.
Arten når en kroppslängd (huvud och bål) av 46 till 52 mm, en svanslängd av upp till 4 mm och en vikt av 16 till 26 g. De har 46 till 52 mm långa underarmar och 9 till 13 mm stora öron. Liksom andra släktmedlemmar har Megaerops albicollis rörformiga näsborrar. Ansiktet kännetecknas dessutom av stora ögon med kastanjebrun regnbågshinna. Den långa pälsen på ovansidan bildas av hår som är gråa nära roten och gulbruna vid spetsen. Den ljusgråa pälsen på bröstet blir får fram mot armarna bruna nyanser och bukens päls är kortare ljusgrå. Påfallande är en vitaktig krage kring halsen. Denna flyghund har en brun flygmembran. Artens framtänder liknar nålar i utseende och hörntänderna är ganska korta.
Exemplar av arten registrerades på södra Malackahalvön, på centrala Sumatra och på norra Borneo. De lever i skogar med dipterokarpväxter i låglandet.
Arten har frukter som föda. Individer hittades till exempel i ett träd av arten Palaquium obovatum. En dräktig hona dokumenterades i augusti.